# Бирюзово (Россонский район)
Бирюзово (бел. Бірузова) — деревня в Россонском районе Витебской области Белоруссии, центр Горбачевского сельсовета. Население — 237 человек.

## География
Расположена в 2 км к юго-востоку от посёлка Россоны.

## История
До 2018 года было административным центром Альбрехтовского сельсовета, после 2018 года административным центром стали Россоны.